# نيلسون موتينهو
نيلسون موتينهو هو لاعب كرة قدم برتغالي في مركز الهجوم، ولد في 6 يونيو 1959 في أويرس في البرتغال. لعب مع أونياو ليريا ونادي أولهانينسي ونادي بايرنسيه ونادي بيرا مار.